# Uchaud
Uchaud település Franciaországban, Gard megyében. Lakosainak száma 4824 fő (2022. január 1.). Uchaud Beauvoisin, Bernis, Boissières, Nages-et-Solorgues és Vestric-et-Candiac községekkel határos.

## Népesség
A település népessége az elmúlt években az alábbi módon változott:
| Lakosok száma | 1378 | 2339 | 2699 | 3799 | 4219 | 4264 | 4315 | 4424 | 4542 | 4824 |
|               | 1968 | 1982 | 1990 | 2006 | 2013 | 2015 | 2017 | 2019 | 2020 | 2022 |